# Crustulina incerta
Crustulina incerta är en spindelart som beskrevs av Albert Tullgren 1910. Crustulina incerta ingår i släktet Crustulina och familjen klotspindlar.
Artens utbredningsområde är Tanzania. Inga underarter finns listade i Catalogue of Life.